# Fondium
Die Fondium B.V. & Co. KG (Eigenschreibweise: FONDIUM) ist ein deutsches Industrieunternehmen mit Hauptsitz in Mettmann. Das Unternehmen stellt an den beiden Produktionsstandorten Mettmann und Singen Eisengussteile für die Automotive- und Non-Automotive-Industrie her.

## Geschichte
Das Unternehmen wurde 2018 als Management-Buy-Out aus Teilen des Schweizer Industriekonzerns Georg Fischer AG gegründet. Die Manager Achim Schneider, Arnd Potthoff und Matthias Blumentrath kauften die beiden Eisengießereien von Georg Fischer in Mettmann und Singen und führten die beiden Standorte unter dem Dach der neuen FONDIUM B.V. & Co. KG zusammen.
Nach dem Ausscheiden von Matthias Blumentrath (2023) sowie Achim Schneider (2024) übernahm Rainer Bosky ab dem 1. August 2024 die Position des CEOs.
Mit einer Jahrestonnage von 340.000 Tonnen gehört FONDIUM zu Europas größten Eisengießereien für Bauteile aus Sphäroguss.

## Produkte
FONDIUM entwickelt, produziert und bearbeitet hochbeanspruchbare Sphäroguss-Leichtbauteile für die Automotive- und Non-Automotive-Branche. Das Unternehmen setzt bei der Produktentwicklung auf Prinzipien der Bionik und bietet neben der Gussfertigung auch Beschichtungsverfahren, wie die kathodische Tauchlackierung und Pulverbeschichtung, an.

## Standorte

### Group
Die FONDIUM Group GmbH ist die zentrale Dienstleistungsgesellschaft der FONDIUM Gruppe mit Hauptsitz in Mettmann. Dort sind die Verwaltungsabteilungen, wie Einkauf, Vertrieb, HR, Finanzen, Controlling usw. angesiedelt.
Geschäftsführer der FONDIUM Group GmbH sind: Rainer Bosky, Arnd Potthoff und Marcus Wackermann.

### Mettmann
Neben dem Hauptsitz des Unternehmens befindet sich in Mettmann einer der beiden Produktionsstandorte. Die FONDIUM Mettmann GmbH, eine Tochtergesellschaft der FONDIUM B.V. & Co. KG, ist der größte industrielle Arbeitgeber der Stadt und beschäftigt rund 900 Mitarbeitende.  Gegründet wurde das Werk im Jahr 1907. Die Produktionskapazität beträgt 160.000 Tonnen pro Jahr. Hergestellt werden in Mettmann Gussteile aus Sphäroguss für PKW und LKW. Dazu gehören unter anderem Fahrwerksteile, wie Schwenklager, Radträger und Querlenker, Hinterachsgehäuse, Kurbelwellen und Pleuel.
Geschäftsführer des Standortes sind: Rainer Bosky und Markus Trompetter.
Zertifizierung: IATF 16949, DIN EN ISO 14001, DIN ISO 45001, DIN EN ISO 50001.

### Singen
Die Eisengießerei am Standort Singen wurde im Jahr 1895 gegründet und hat eine Produktionskapazität von 180.000 Tonnen pro Jahr. Die FONDIUM Singen GmbH beschäftigt rund 900 Mitarbeitende. Hergestellt werden in Singen Gussteile aus Kugelgraphitguss für PKW und LKW, u. a. Längslenker, Schwenklager, Lenk- und Getriebegehäuse, Schaltgabeln, Radnaben, Glockennaben und Bremssättel sowie Differential- und Ausgleichsgehäuse und Rahmenbauteile.
Geschäftsführer des Standortes sind: Rainer Bosky und Frank Klooß.
Zertifizierung: DIN EN ISO 9001, IATF 16949, DIN EN ISO 14001, OHSAS 18001, DIN EN ISO 50001.